# Miss Univers 1955
Miss Univers 1955, est la 4e édition du concours de Miss Univers a lieu le 24 juillet 1955, au Long Beach Municipal Auditorium, à Long Beach, Californie, États-Unis. 
La gagnante est la Suédoise Hillevi Rombin, Miss Suède 1955 succédant à l'Américaine Miriam Stevenson, Miss Univers 1954, et devenant ainsi la première Suédoise de l'histoire à remporter le titre, 3 ans après la première participation du pays au concours.
33 pays et territoires ont participé à l'élection. Les États-Unis organisent le concours pour la 4e fois. C'est la 4e fois que cette élection se déroule à Long Beach, en Californie.

## Résultats
| Résultat final    | Candidates |
| ----------------- | --- |
| Miss Univers 1955 | - Suède - Hillevi Rombin |
| 1re dauphine      | - Salvador - Maribel Arrieta Gálvez |
| 2e dauphine       | - Ceylan - Maureen Hingert |
| 3e dauphine       | - Allemagne - Margit Nünke |
| 4e dauphine       | - Japon - Keiko Takahashi |
| Top 15            | - Angleterre - Margaret Rowe - Argentine - Hilda Isabel Sarli Gorrindo - Belgique - Nicole De Mayer - Brésil - Emília Barreto Correia Lima - Canada - Cathy Diggles - États-Unis - Carlene King Johnson - Guatemala - María del Rosario Molina Chacón - Honduras - Pastora Pagán Valenzuela - Norvège - Solveig Borstad - Venezuela - Carmen Susana Duijm Zubillaga |

## Prix spéciaux
| Prix                                       | Candidates                          |
| ------------------------------------------ | ----------------------------------- |
| Miss Congenialité                          | - Salvador - Maribel Arrieta Galvez |
| La fille la plus populaire dans une parade | - Angleterre - Margaret Rowe        |

## Candidates

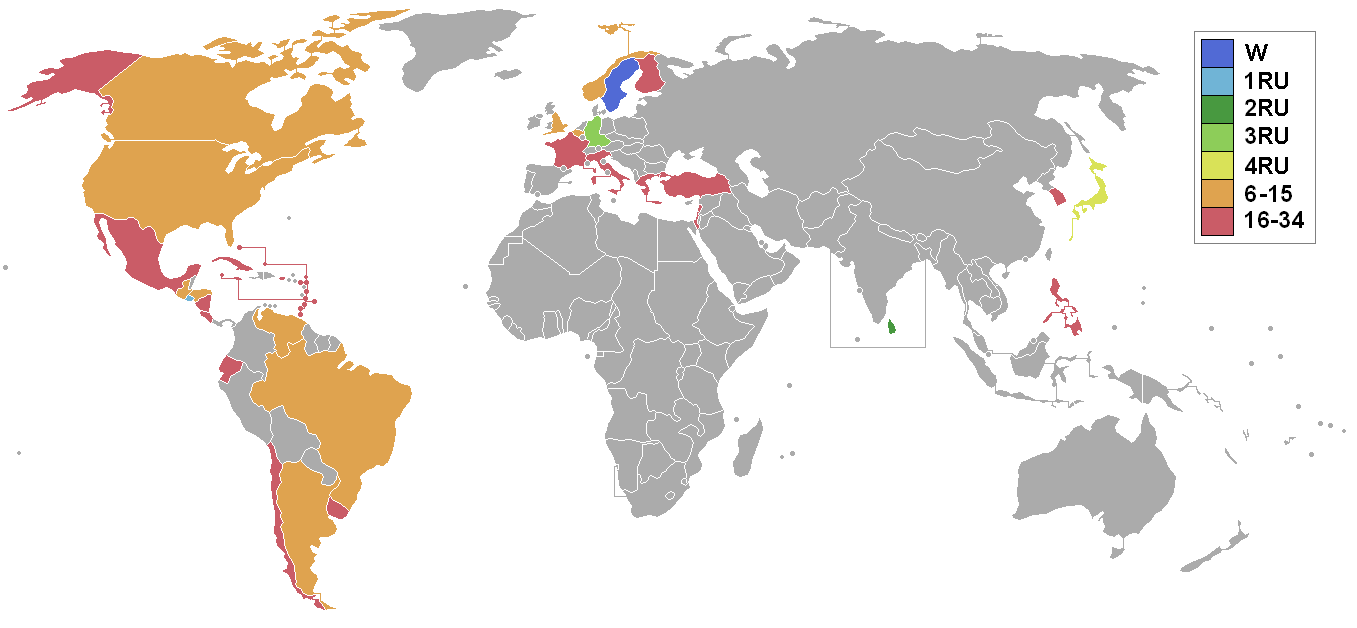
Pays des participantes et résultats

| Pays               | Candidate                                 | Âge    | Domicile            |
| ------------------ | ----------------------------------------- | ------ | ------------------- |
| Alaska             | Lorna McLeod                              | 21 ans | Fairbanks           |
| Allemagne          | Margit Nünke (°1930-†2015)                | 24 ans | Koln                |
| Angleterre         | Margaret Rowe                             | 19 ans | Londres             |
| Argentine          | Hilda Isabel Sarli Gorrindo (°1929-†2019) | 25 ans | Buenos Aires        |
| Belgique           | Nicole de Meyer                           | NC     | Bruxelles           |
| Brésil             | Emília Barreto Correia Lima               | 21 ans | Benfica             |
| Canada             | Cathy Diggles                             | 20 ans | Toronto             |
| Ceylan             | Maureen Neliya Hingert                    | 18 ans | Colombo             |
| Chili              | Rosa Merello Catalán                      | 18 ans | Antofagasta         |
| Corée              | Kim Mee-Chong                             | NC     | NC                  |
| Costa Rica         | Clemencia Martínez de Montis              | 19 ans | NC                  |
| Cuba               | Gilda Marín                               | 24 ans | NC                  |
| Équateur           | Leonor Carcache Rodríguez                 | 20 ans | Guayaquil           |
| Finlande           | Sirkku Talja-Larrivoire                   | 18 ans | Helsinki            |
| États-Unis         | Carlene King Johnson (°1933-†1969)        | 22 ans | Rutland             |
| Grèce              | Sonia Zoioglou                            | NC     | Athènes             |
| Guatemala          | María del Rosario Molina Chacón           | 16 ans | Guatemala           |
| France             | Claudie Petit                             | 18 ans | Paris               |
| Honduras           | Pastora Pagán Valenzuela                  | 17 ans | Santa Rosa de Copán |
| Indes occidentales | Noreen Campbell                           | NC     | Port-d'Espagne      |
| Israël             | Ilana Carmel                              | 19 ans | Bat Yam             |
| Italie             | Elena Fancera                             | 20 ans | Milan               |
| Japon              | Keiko Takahashi                           | 20 ans | Tokyo               |
| Liban              | Hanya Beydoun                             | 19 ans | NC                  |
| Mexique            | Yolanda Mayén                             | 18 ans | Tijuana             |
| Nicaragua          | Rosa Argentina Lacayo (°?-†2016)          | 19 ans | Managua             |
| Norvège            | Solveig Borstad                           | 23 ans | Oslo                |
| Philippines        | Yvonne Berenguer de los Reyes             | NC     | NC                  |
| Porto Rico         | Carmen Laura Betancourt                   | NC     | NC                  |
| Salvador           | Maribel Arrieta Gálvez (°1934-†1989)      | 20 ans | San Salvador        |
| Suède              | Hillevi Rombin (°1933-†1996)              | 21 ans | Uppsala             |
| Uruguay            | Inge Hoffmann                             | 19 ans | Montevideo          |
| Venezuela          | Susana Duijm (°1936-†2016)                | 19 ans | Caracas             |

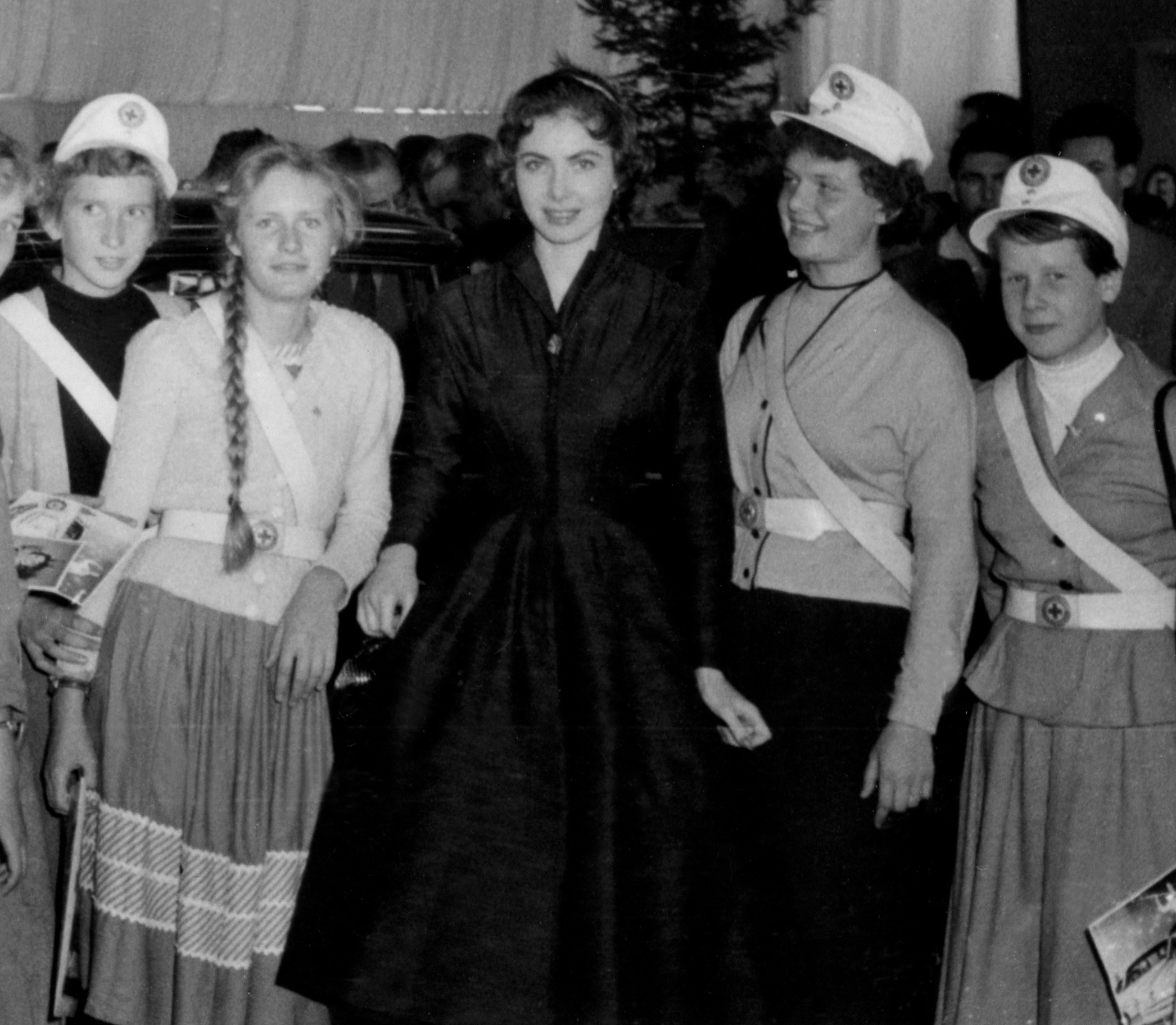
Margit Nünke, Miss Univers Allemagne 1955.
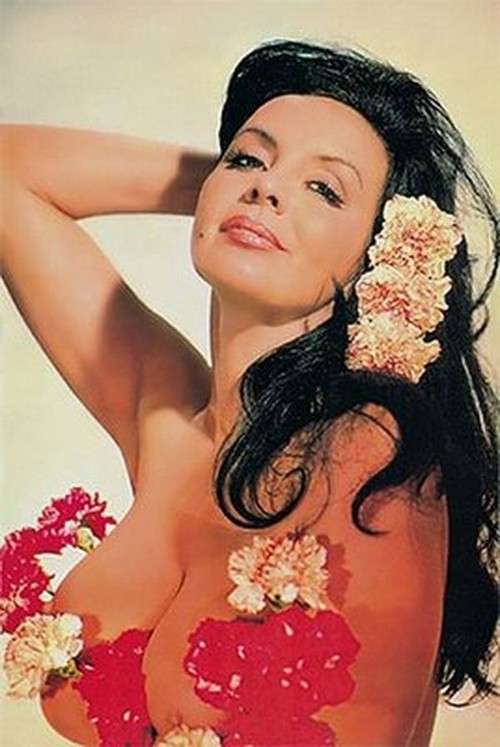
Isabel Sarli, Miss Univers Argentine 1955.

## Observations

### Débuts
- Angleterre
- Ceylan
- Équateur
- Guatemala
- Liban
- Nicaragua

### Retours
Dernière participation en 1953
- Venezuela.

### Désistements
Les pays qui ont abandonné la compétition
- Australie
- Hong Kong
- Panama
- Pérou
- Singapour
- Thaïlande

Les pays qui ont choisi leurs candidates, mais se sont retirés de la compétition
- Danemark - Karin Pamella Rasmussen
- Égypte - Gladir Leopardi
- Turquie - Suna Soley